# Minas de Corrales
Minas de Corrales – miasto w Urugwaju, w departamencie Rivera.